# IC 2854
IC 2854 је појединачна звијезда у сазвјежђу Лав која се налази на листи објеката дубоког неба у Индекс каталогу.
Деклинација објекта је + 8° 58' 8" а ректасцензија 11h 28m 19,8s.